# Praia de Majorlândia
Praia de Majorlândia är en strand i Brasilien.   Den ligger i delstaten Ceará, i den östra delen av landet, 1 700 km nordost om huvudstaden Brasília.
Omgivningarna runt Praia de Majorlândia är huvudsakligen savann. Runt Praia de Majorlândia är det ganska tätbefolkat, med 90 invånare per kvadratkilometer.